# Rueda de repuesto Continental

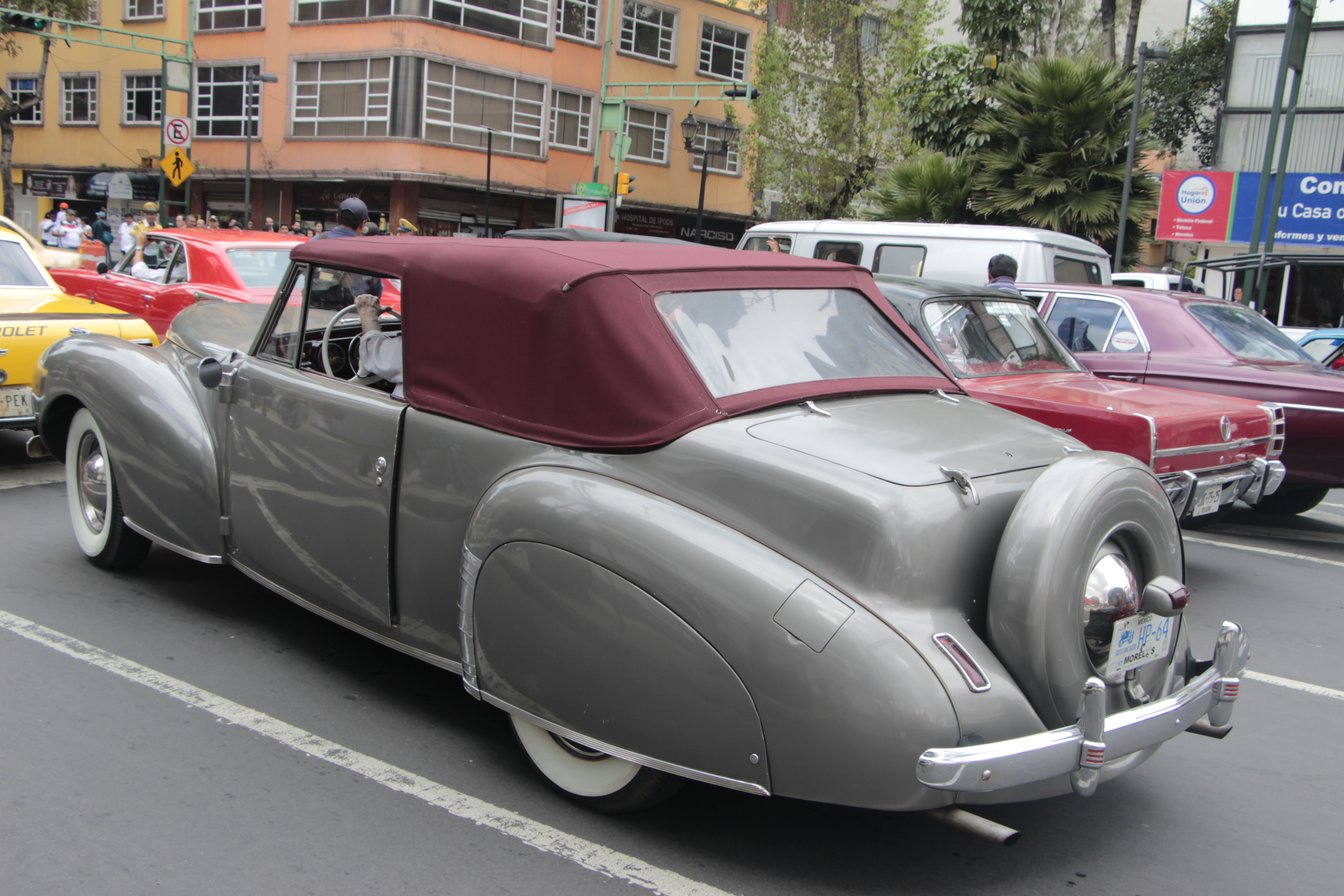
Lincoln Continental (primera generación) con su característico cofre de fábrica para la rueda de repuesto del mismo color que la carrocería

En automoción, se denomina rueda de repuesto Continental a un neumático de sustitución montado verticalmente detrás del maletero de un automóvil, y por extensión, al compartimento destinado a alojarlo. Debe su nombre a que fue popularizado por el Lincoln Continental original. Asimismo, el término describe una protuberancia no funcional estampada en la tapa del maletero o también un accesorio estético situado en la parte trasera de un automóvil que da la impresión de ser el soporte de una rueda de repuesto.

## Desarrollo

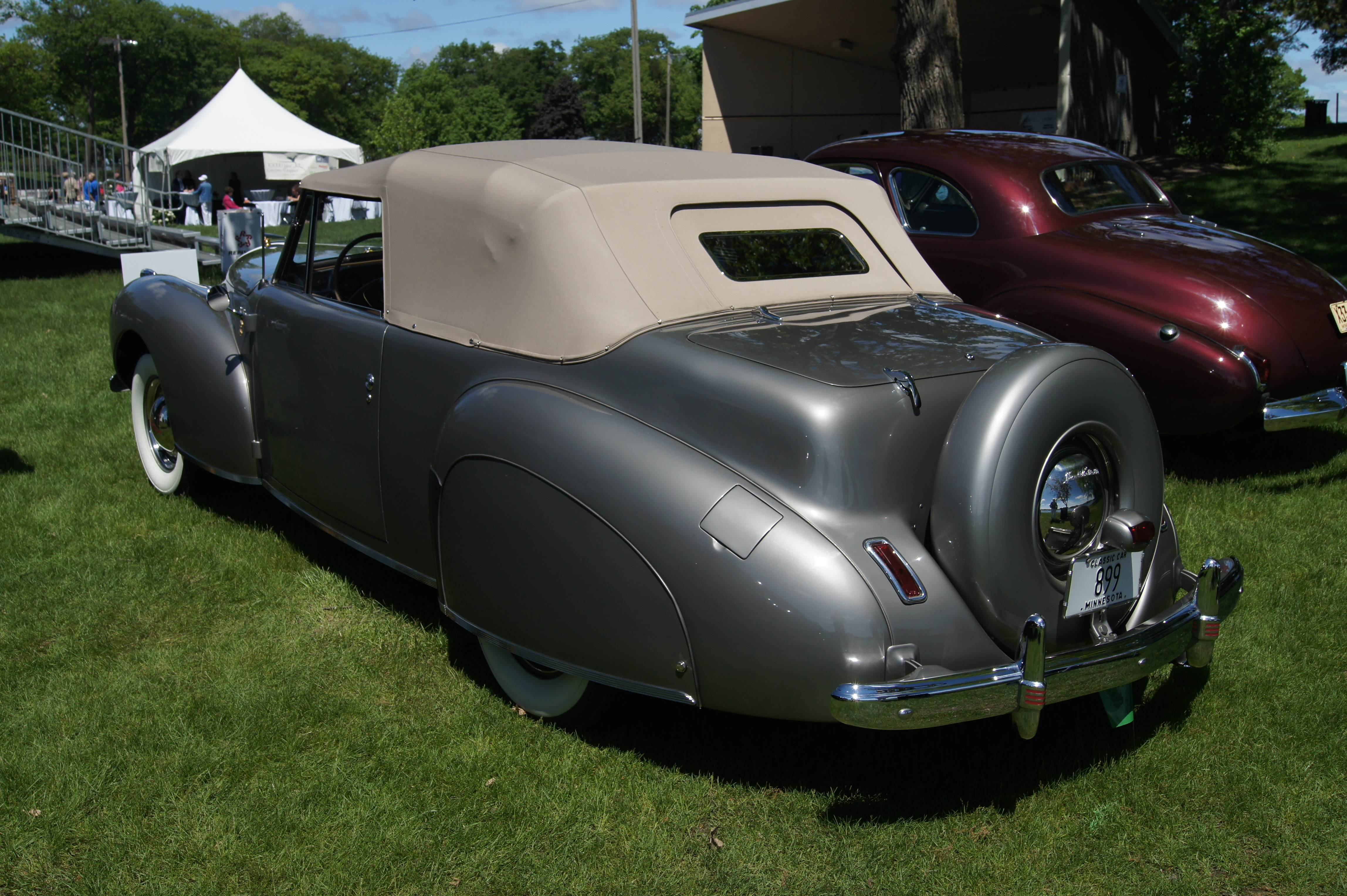
Lincoln Continental de 1941

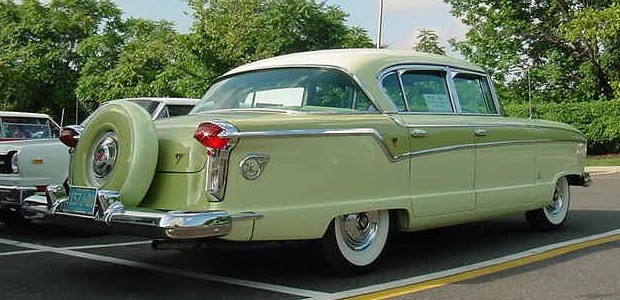
Nash sedán (1956)

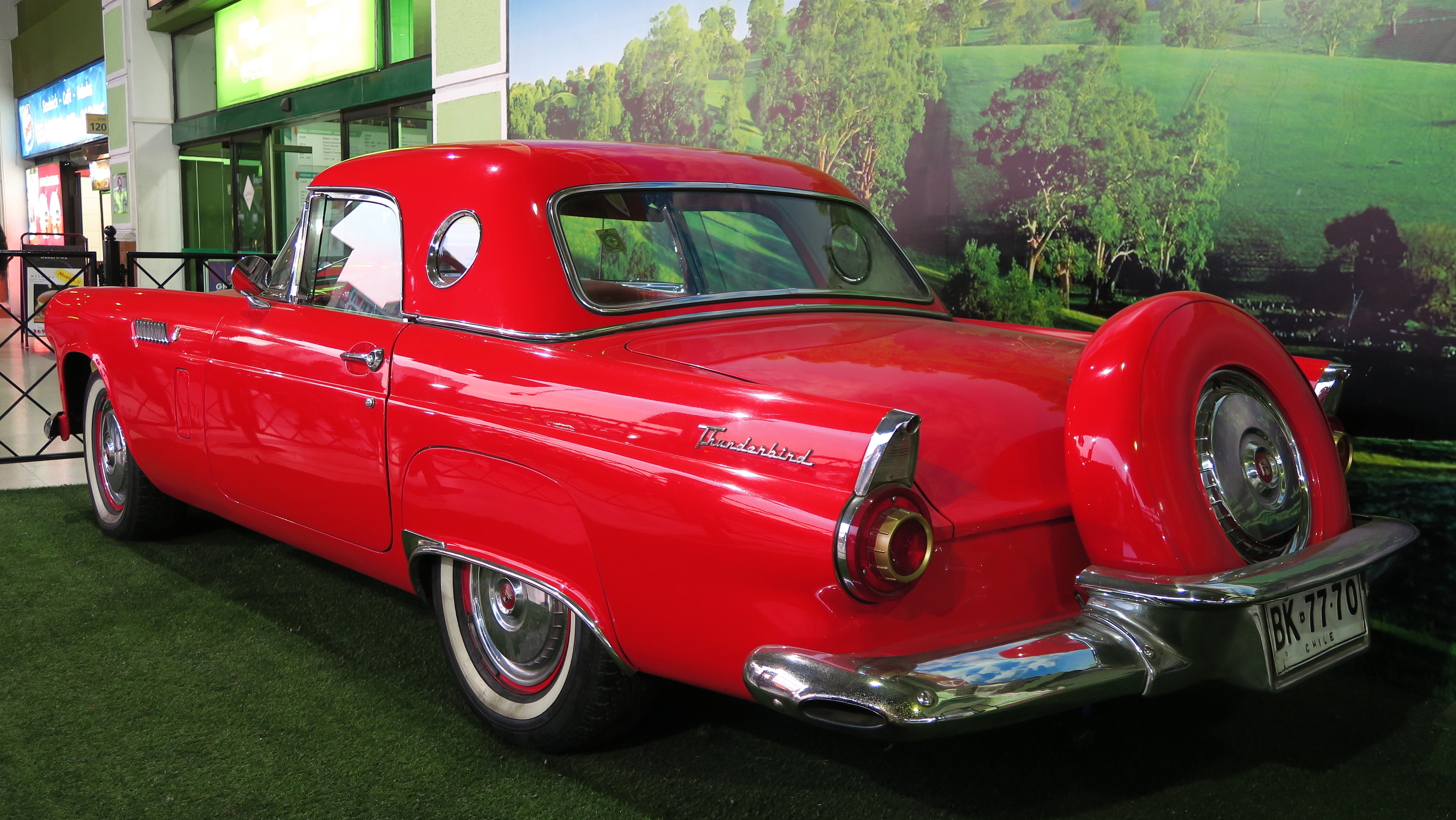
Ford Thunderbird con soporte Continental (1956)

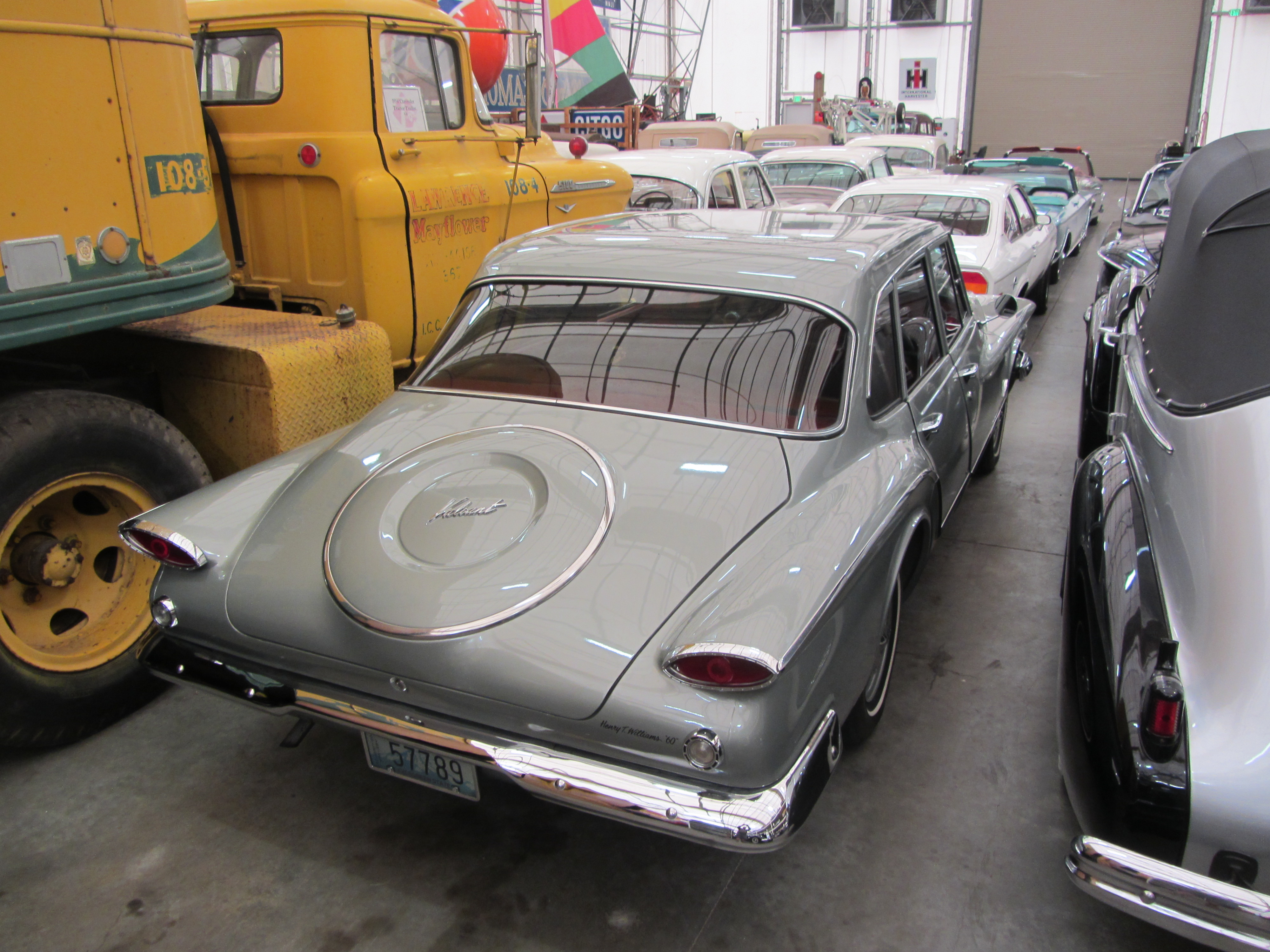
Plymouth Valiant de 1960 con la tapa del maletero estampada

En los primeros automóviles la rueda de repuesto generalmente se colocaba en el exterior de la carrocería. Especialmente en el caso de los automóviles deportivos europeos, se solía sujetar a la parte trasera del automóvil, ya que su maletero o espacio de almacenamiento a menudo era muy pequeño.
El desarrollo del maletero cerrado en los automóviles significó que la rueda de repuesto se pudiera colocar fuera de la vista, pero esta disposición requería ocupar un valioso espacio que podía ser destinado a transportar equipaje. Edsel Ford hizo construir un automóvil especial después de regresar de un viaje a Europa de "aspecto Continental", que incluía una rueda de repuesto montada sobre el maletero. En 1939, el maletero corto del Lincoln Continental con su rueda de repuesto trasera montada en su propio cofre exterior se convirtió en un diseño distintivo. Si bien este no fue el primer automóvil en llevar la rueda de repuesto sobre el parachoques trasero o integrada en la parte posterior de la carrocería, fue el primero en hacerlo con tanta elegancia y, por lo tanto, esta característica se conoció como una "rueda de repuesto Continental" incluso cuando estaba presente en otras marcas.
El sistema se hizo muy popular, y los cofres para la rueda de repuesto externos similares se ofrecieron como estándar o como opción. Eran descritos como un "kit Continental", tomando prestado su nombre del Lincoln Continental. Los consumidores también podían instalar como accesorio una "rueda de repuesto Continental" en casi cualquier vehículo. Así mismo, los historiadores de la automoción utilizan este término para describir una protuberancia circular no funcional estampada en la tapa del maletero para dar la impresión de llevar una rueda de repuesto. Esta característica de diseño fue popularizada por varios prototipos Chrysler con carrocería de diseño italiano en la década de 1950. La protuberancia de la tapa del maletero fue adoptada más tarde por el diseñador de Chrysler Virgil Exner y se incorporó en el lujoso Imperial de 1957 y en el compacto Plymouth Valiant de 1960.
Existe una leyenda que dice que Henry Ford II se quejó de que el maletero de su Ford Thunderbird personal no tenía espacio para un juego de palos de golf sin quitar la rueda de repuesto. El Thunderbird de 1956 tenía la rueda de repuesto montada por fuera. Sin embargo, se dijo que agregar peso detrás de las ruedas traseras afectaría negativamente a la dirección y al manejo del coche. En 1957, el maletero del Thunderbird se estiró 5 pulgadas (13 cm) para permitir que la rueda de repuesto volviera al interior, aunque el montaje Continental seguía siendo opcional. Este soporte de rueda de repuesto externo se convirtió en un elemento de aspecto personalizado en el mercado de accesorios durante la década de 1950.

## Modelos

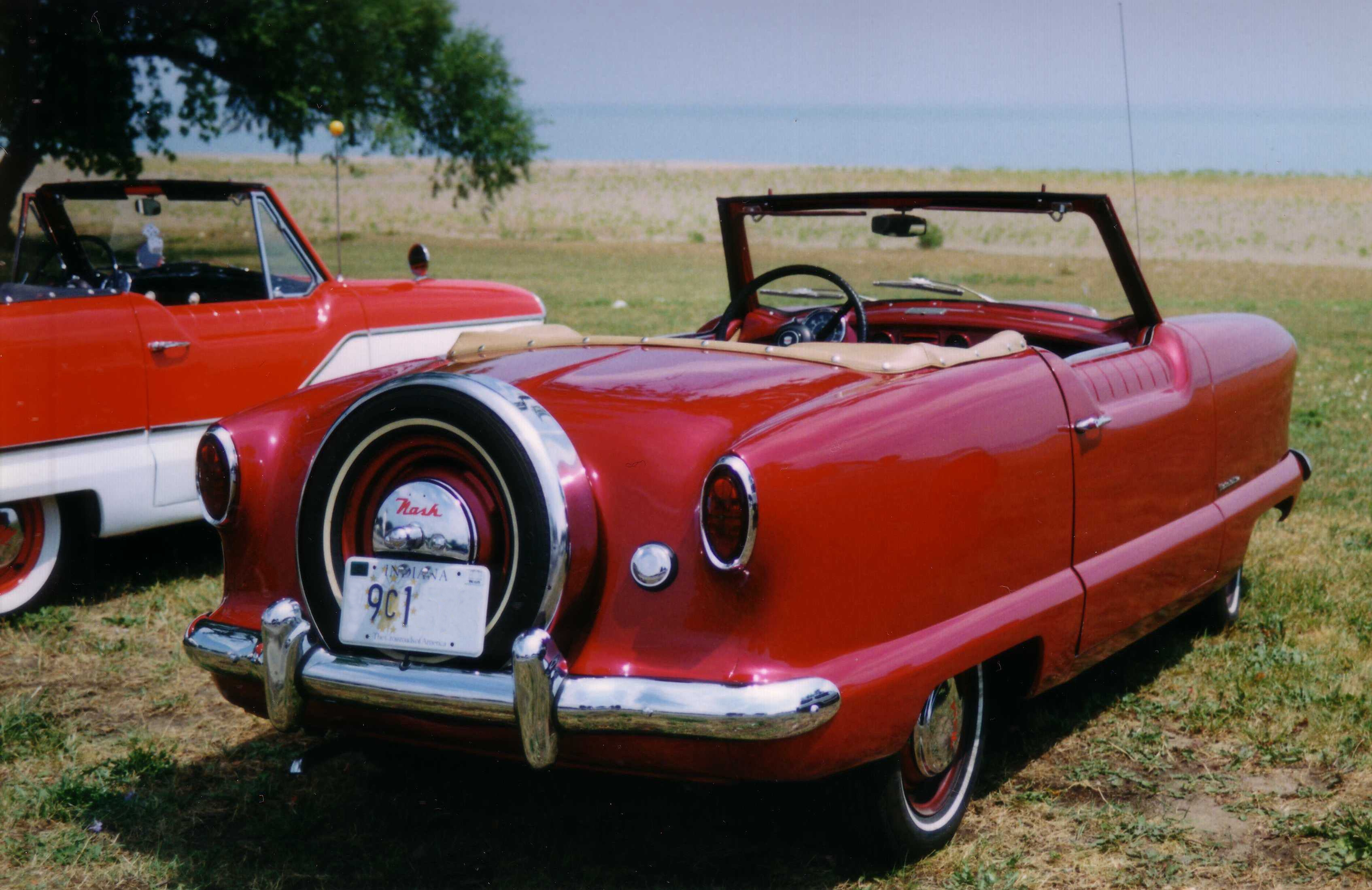
Nash Metropolitan con soporte continental

En los Estados Unidos, el montaje externo de la rueda de repuesto Continental era una opción de fábrica en varios tipos de automóviles durante la década de 1950 y principios de la de 1960. En algunos modelos (como los Nash Metropolitan, Jeepster Commando o Mercury Turnpike Cruiser) la rueda de repuesto Continental era una característica estándar. La mayoría de las veces, el parachoques trasero del automóvil estaba extendido y el neumático tenía una cubierta de tela o de metal. El soporte de la rueda de repuesto se diseñaba para moverse hacia afuera para acceder al maletero. Los fabricantes incluyeron el soporte de rueda Continental por su "aspecto distinguido", sirviendo además como un medio para aumentar el espacio disponible para el equipaje en el maletero, como en todos los modelos Nash Custom de 1954.
A veces se encuentran ejemplos contemporáneos de kits Continental en automóviles personalizados, convertidos en un accesorio que tipifica "el espíritu" de la década de 1950. También se hicieron populares por la locura del pimpmobile de la década de 1970, sin mencionar el programa Pimp My Ride. Las ruedas Continental se conocen como 'quintas ruedas' en la jerga del hip hop.
Numerosos modelos de vehículos deportivos utilitarios (SUV) compactos de la actualidad tienen una rueda de repuesto trasera exterior, aunque ya no se describe como un neumático Continental. Sin embargo, el histórico Jeep DJ "Surrey Gala", tiene su capota en forma de toldo con flecos, los asientos y el soporte de los neumáticos Continental confeccionados con telas de colores revestidas de vinilo con "franjas de caramelo" de color rosa, verde o azul para combinar con los colores sólidos de la carrocería.

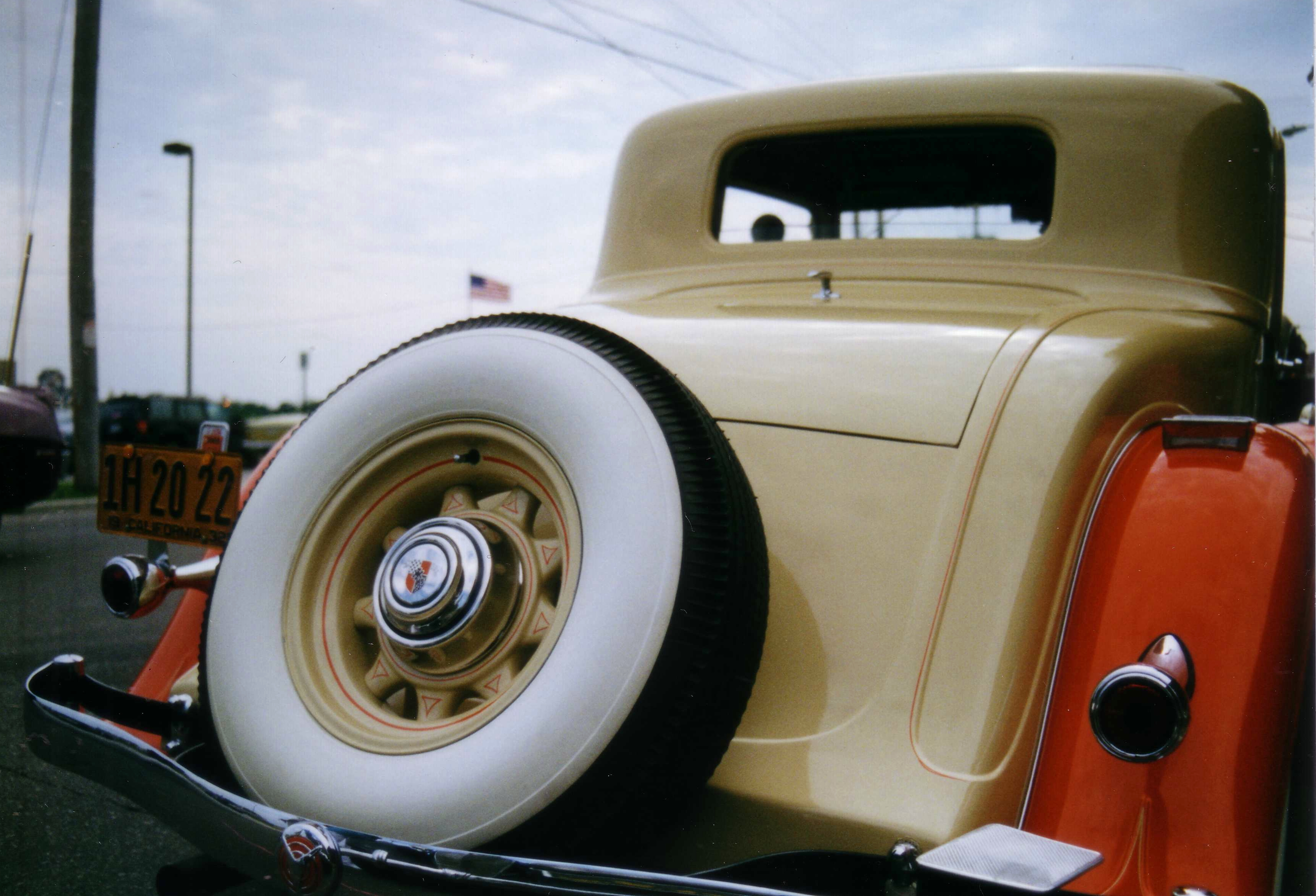
Nash Ambassador Rumble Seat Cupé de 1932 con rueda de repuesto a juego con neumáticos de banda blanca
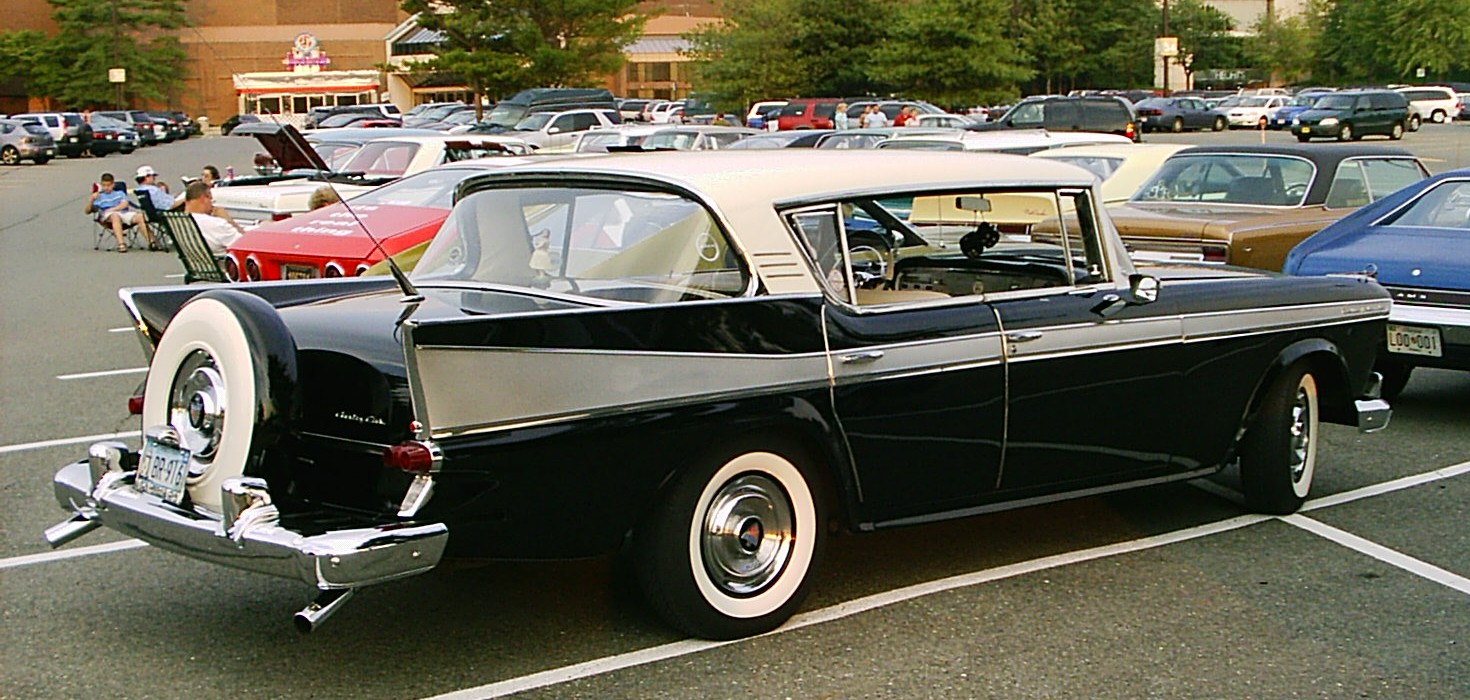
Ambassador by Rambler de 1958 con techo rígido y con tapacubos completo dentro de su compartimento Continental
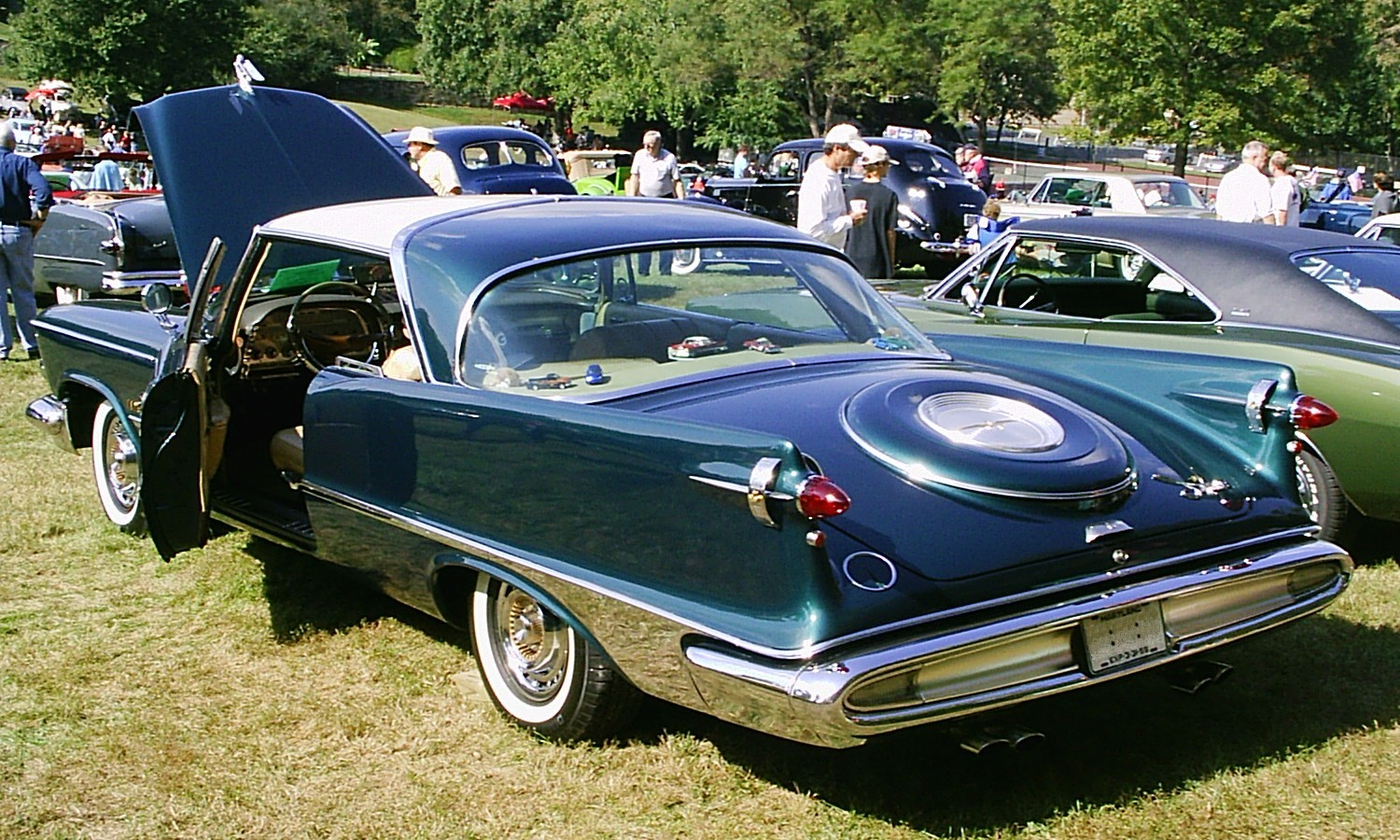
Imperial de 1959 con el abultamiento de la rueda de repuesto de imitación de fábrica en la tapa del maletero
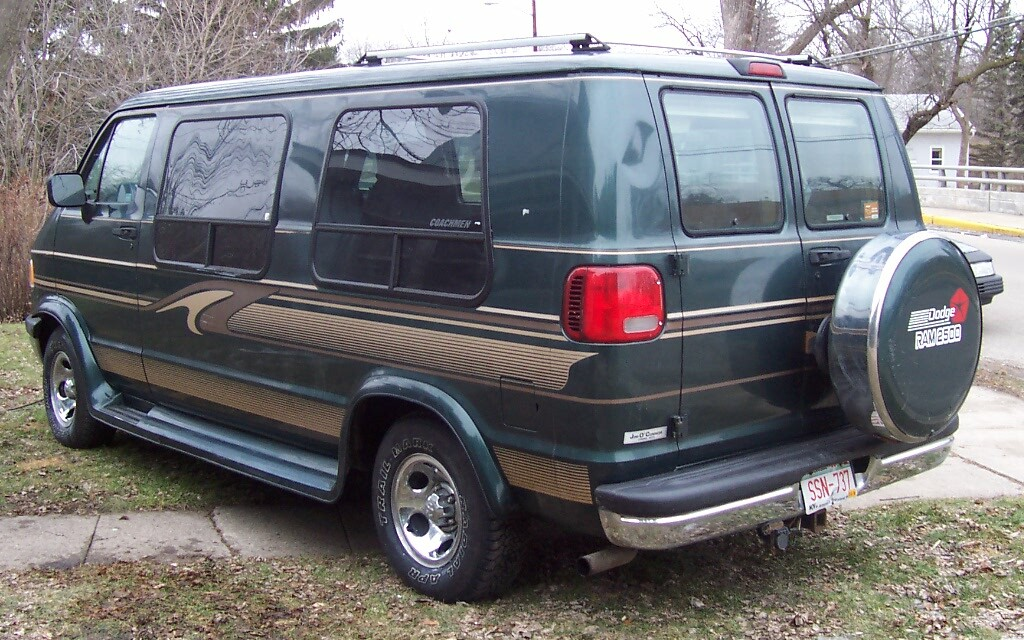
Versión moderna de una rueda de repuesto exterior montada en la parte trasera de una furgoneta
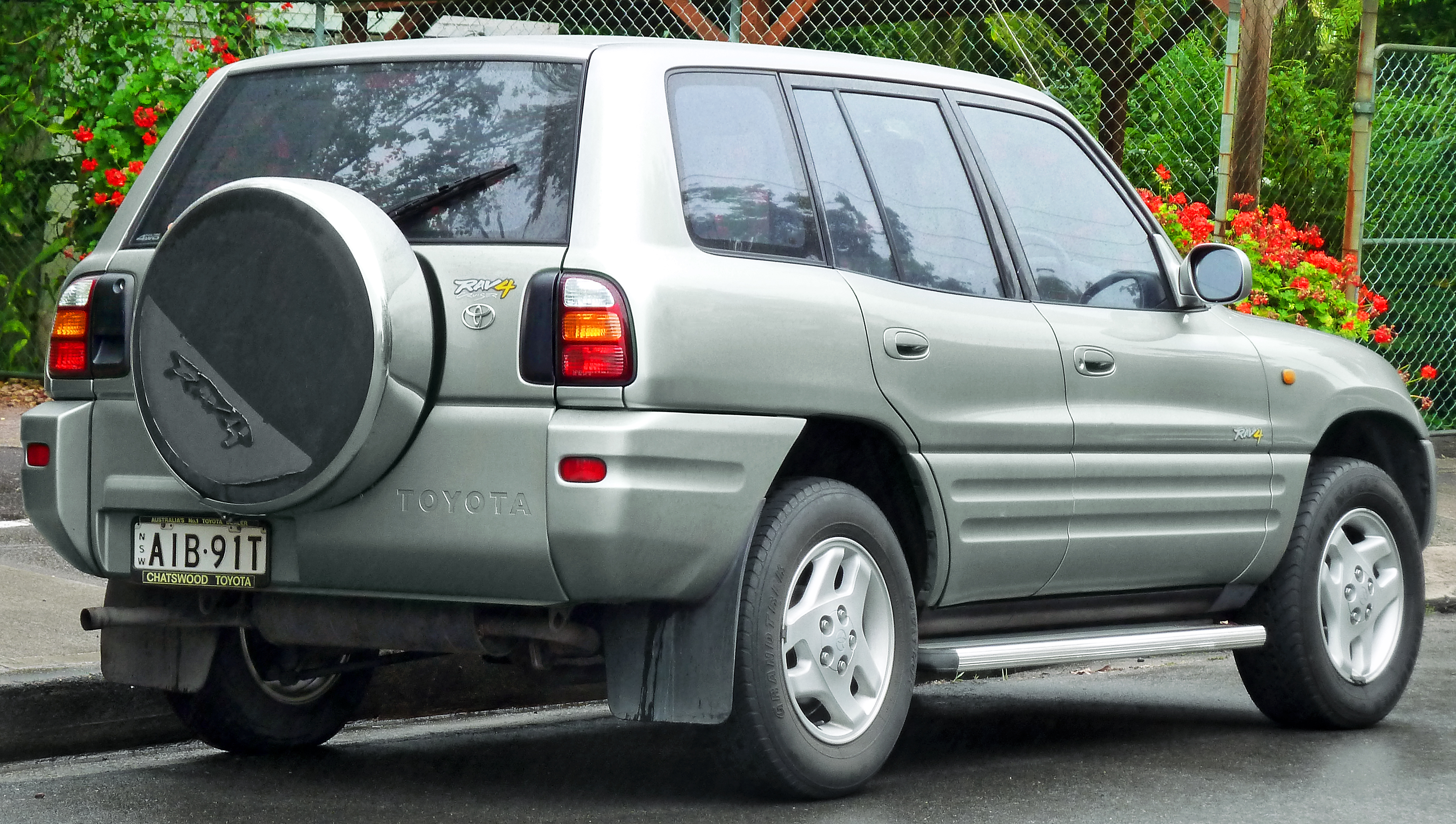
1998-2000 Toyota RAV4 con rueda de repuesto montada externamente